# Gustav Landauer

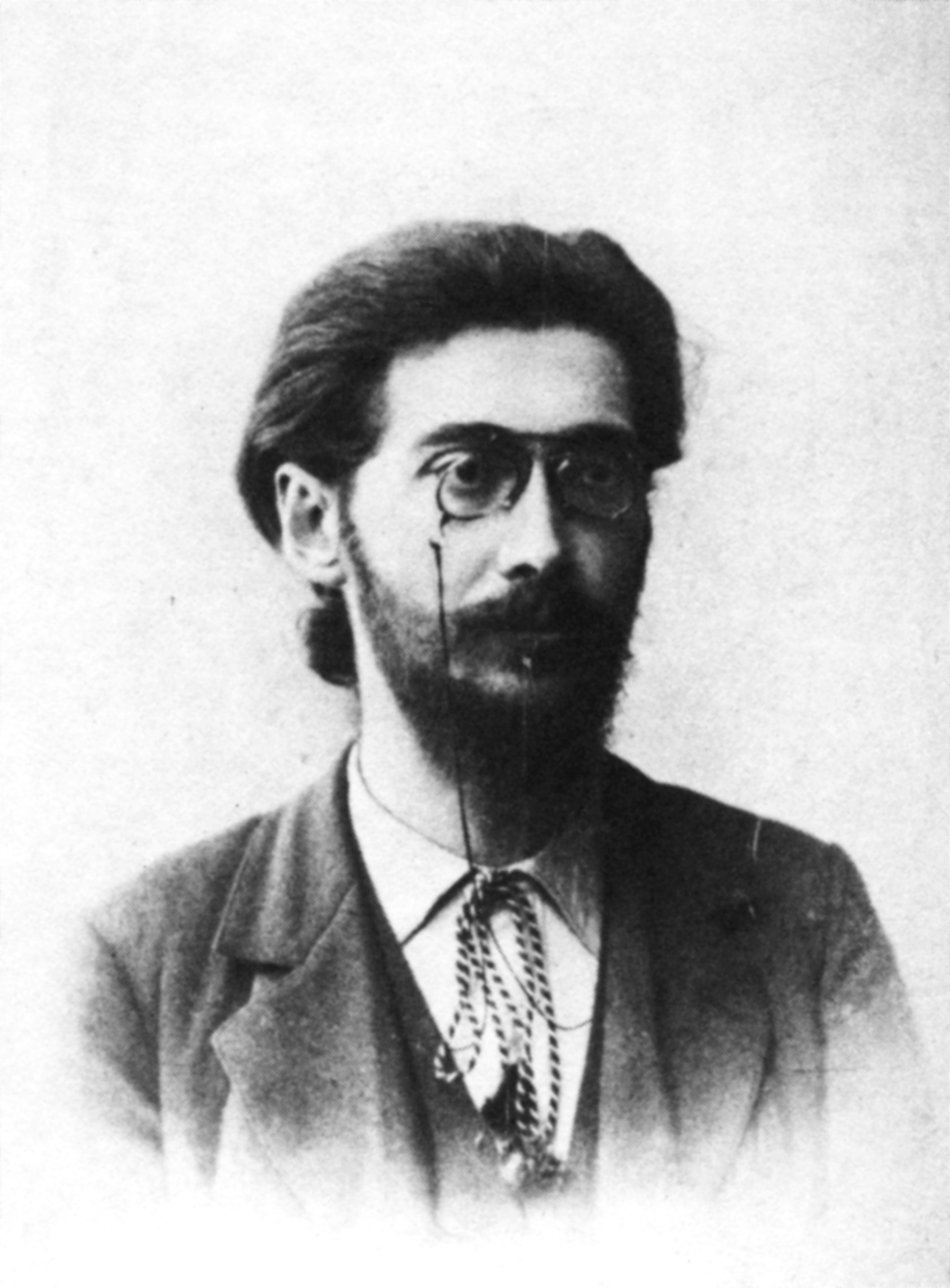
Gustav Landauer, 1890er Jahre

Gustav Landauer (geboren am 7. April 1870 in Karlsruhe; gestorben am 2. Mai 1919 in München-Stadelheim) war ein deutscher Schriftsteller. Er vertrat unter dem Einfluss Pjotr Alexejewitsch Kropotkins den kommunistischen Anarchismus und den Anarchopazifismus und war einer der wichtigsten Theoretiker und Aktivisten dieser Ideologie im Deutschen Kaiserreich.
Als Pazifist kritisierte er den Ersten Weltkrieg (1914–1918) scharf. Während der Novemberrevolution 1918/19 und unmittelbar danach war er an einflussreicher Stelle an der Münchner Räterepublik vom 7. bis zum 13. April 1919 beteiligt. Nach deren gewaltsamer Niederschlagung wurde er von antirepublikanischen Freikorps-Soldaten in der Haft ermordet.

## Biografie

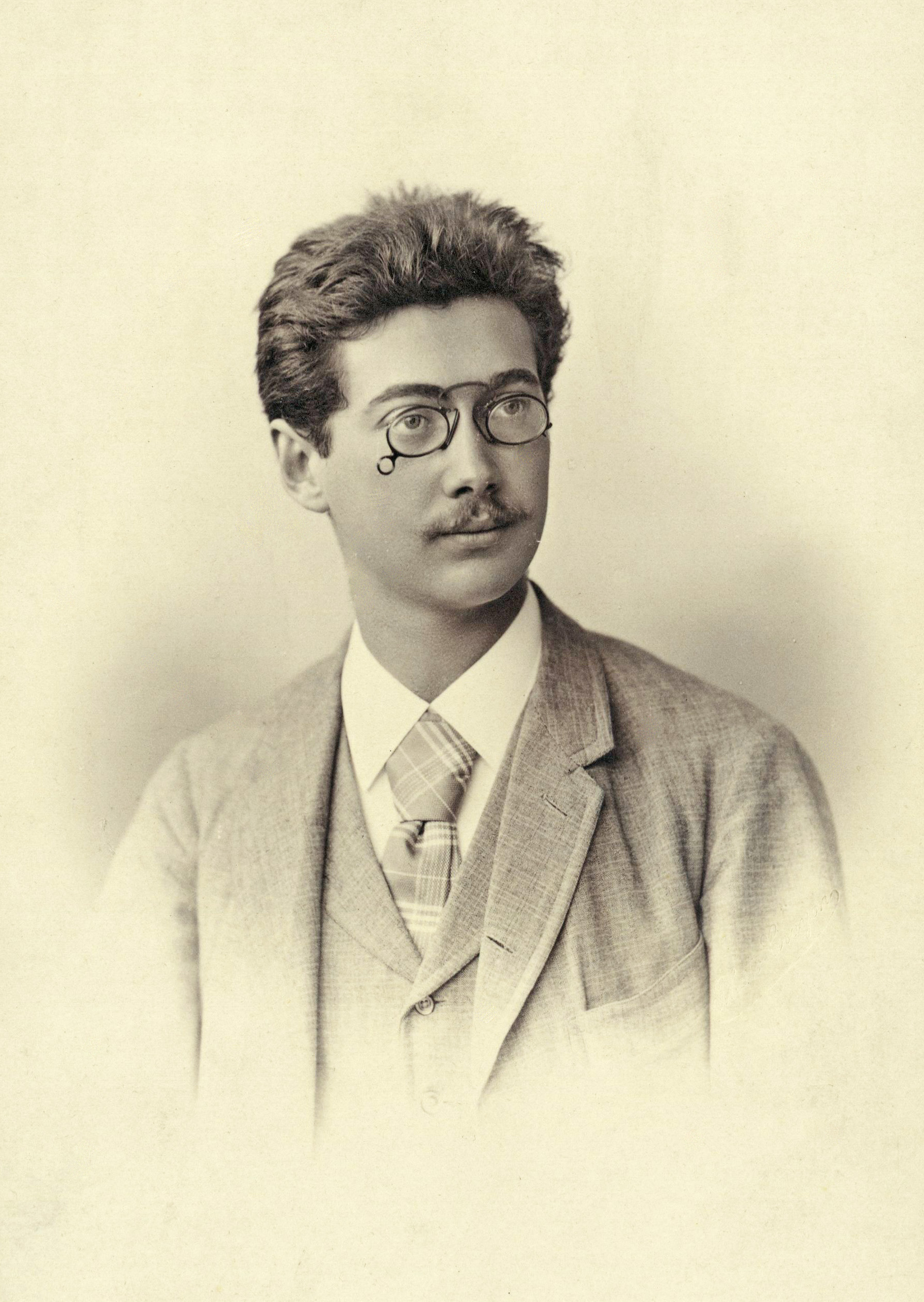
Gustav Landauer, Jugendporträt

Landauer wuchs als drittes Kind des jüdisch-deutschen Schuhwarenhändlers und Kaufmanns Hermann Landauer und seiner Frau Rose geborene Neuburger in Karlsruhe auf und besuchte das dortige Bismarck-Gymnasium. Zu seinem Abitur-Jahrgang gehörten unter anderem Ludwig Bassermann-Jordan und Gustav Krupp von Bohlen und Halbach. Er studierte an der Ruprecht-Karls-Universität Heidelberg, der Friedrich-Wilhelms-Universität Berlin und der Universität Straßburg Germanistik und Philosophie. In seinen späteren Werken zeigte sich der bleibende Einfluss von Johann Wolfgang von Goethe und Lew Tolstoi sowie eine zunehmend kritische Distanz zu Friedrich Nietzsche. Aber auch der Philosophie Johann Gottlieb Fichtes und Pierre-Joseph Proudhons sowie den anarchistischen Theorien Michail Bakunins und Pjotr Kropotkins fühlte er sich zeit seines Lebens verbunden. Bekannt wurde er als Übersetzer von Shakespeare-Texten. Gemeinsam mit seiner zweiten Frau Hedwig Lachmann übertrug er auch Werke von Oscar Wilde, u. a. Das Bildnis des Dorian Gray, ins Deutsche.
Im Frühjahr 1889 traf er in Berlin erstmals seinen Förderer und späteren langjährigen Freund, den deutsch-jüdischen Schriftsteller und Philosophen Fritz Mauthner. In Berlin trat er im April 1891 der Freien Volksbühne bei und bekannte sich zum Friedrichshagener Dichterkreis. Im Februar 1892 wurde Gustav Landauer Mitglied des Vereins Unabhängiger Sozialisten sowie des Herausgeberkollegiums ihres Presseorgans Der Sozialist, Organ der unabhängigen Sozialisten. In dieser Zeitschrift veröffentlichte er eine Reihe von Artikeln zu Fragen der Kunst, aber auch kritische Anmerkungen zu politischen Themen sowie den ökonomischen Auffassungen von Karl Marx und Eugen Dühring. Im Oktober des gleichen Jahres wurde er gemeinsam mit Freunden aus der Literatengruppe Die Jungen, die häufig auch im Verein Unabhängiger Sozialisten tätig waren, Mitbegründer der Neuen Freien Volksbühne. Im Juli 1893 spaltete sich der Verein Unabhängiger Sozialisten. Als ein führender Vertreter des anarchistischen Flügels des Vereins begann Landauer im Juli desselben Jahres seine Mitarbeit als Herausgeber der Zeitschrift Der Sozialist, dessen letzte Nummer im Januar 1899 erschien.
Auf dem Internationalen Sozialistischen Arbeiterkongress der II. Internationale in Zürich trat Landauer im August 1893 als Delegierter der Berliner Anarchisten für einen „anarchistischen Sozialismus“ ein. Gegen die anarchistische Minderheit nahm der Kongress, an dem 411 Delegierte aus 20 Ländern teilnahmen, eine Resolution an, die sich für die Teilnahme an Wahlen und die politische Betätigung in den Parlamenten aussprach. Die Anarchisten wurden aus der II. Internationale ausgeschlossen.

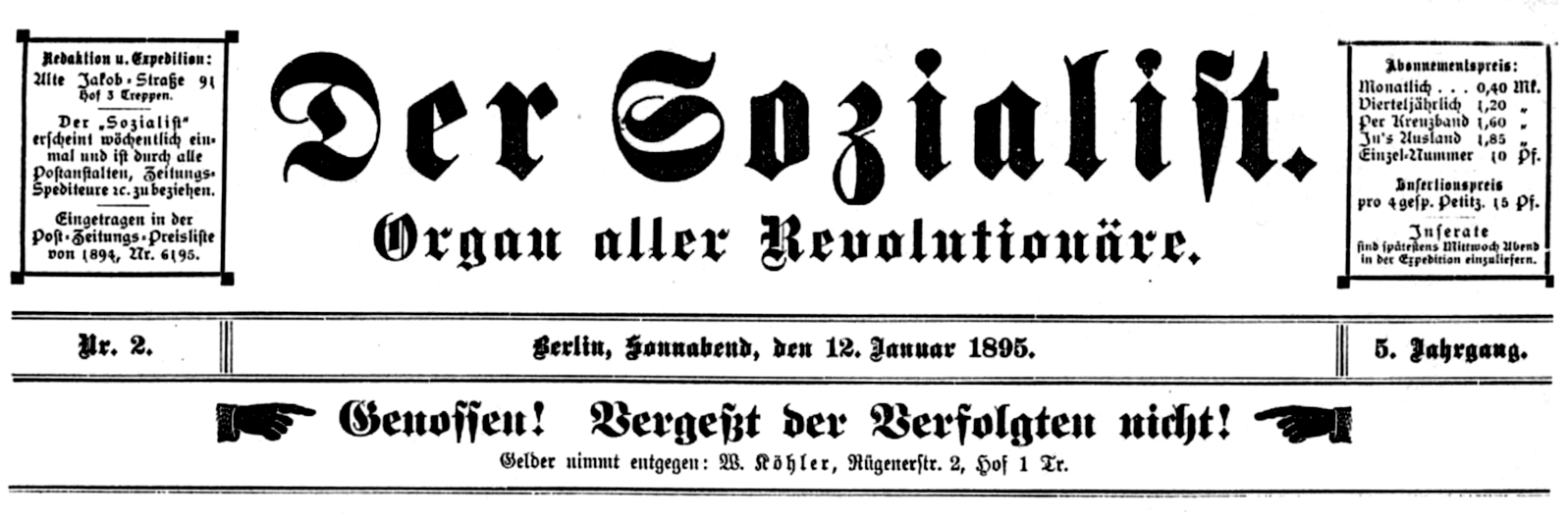
Der Sozialist vom 12. Januar 1895

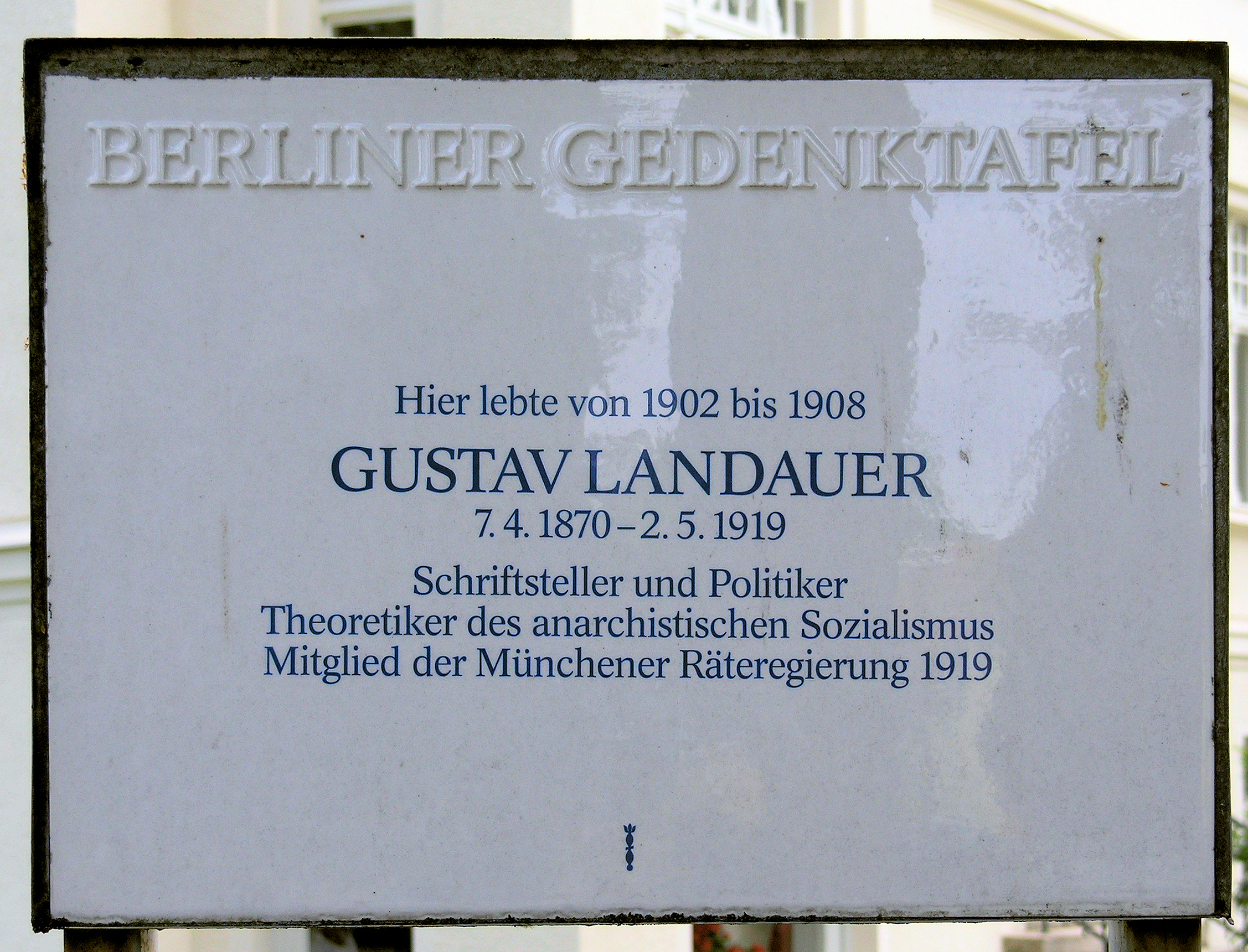
Berliner Gedenktafel am Haus Schloßstraße 17 in Berlin-Hermsdorf

Im Oktober 1893 wurde Landauer erstmals verhaftet und wegen der „Aufforderung zum Ungehorsam gegen die Staatsgewalt“ zu zwei Monaten Gefängnis verurteilt, die im Dezember auf neun Monate ausgedehnt wurden. Die Haft verbüßte er im Gefängnis von Sorau. Im Oktober 1894 heirateten Gustav Landauer und die Schneiderin Margarethe („Grete“) Leuschner. 1895 scheiterte Landauer mit dem Versuch, sich in der Schweiz eine gesicherte Existenz aufzubauen. Er kehrte nach Berlin zurück, wo er unter sehr bescheidenen materiellen Verhältnissen sein Leben in einem Kreis von Künstlern, Literaten, Theaterleuten und Kritikern fortsetzte. In Berlin gab er unter dem Titel Der Sozialist, Organ für Anarchismus-Sozialismus zwischen 1895 und 1899 erneut eine Zeitschrift heraus. Er engagierte sich für die Konsumgenossenschaft „Befreiung“, die am 1. Oktober 1895 ihr erstes Ladenlokal in der Kottbusser Straße 11 eröffnete und eine Vorreiterrolle in der Berliner Genossenschaftsbewegung spielte.
1899 traf Landauer erstmals mit seiner späteren zweiten Frau, der 1865 geborenen Lyrikerin und Sprachlehrerin Hedwig Lachmann, zusammen. Im September 1899 entschieden sich beide für einen längeren gemeinsamen Aufenthalt in England, bei dem Landauer ein enges freundschaftliches Verhältnis zu dem russischen Anarchisten Pjotr Kropotkin aufbaute. Hier wurde auch die gemeinsame Tochter von Lachmann und Landauer, Gudula, geboren. 1902 kehrten beide nach Berlin zurück. 1903 erreichte Gustav Landauer die Scheidung von seiner ersten Frau, um im gleichen Jahr Hedwig Lachmann zu heiraten. 1906 wurde ihre zweite gemeinsame Tochter Brigitte geboren. Während eines Aufenthalts in Ascona im Sommer 1908 verliebte er sich in die Gewerkschafterin Margarethe Faas-Hardegger. Die Begegnung mit den Siedlern des Monte Verità scheint ihn motiviert zu haben, den Gedanken einer anarchistisch-reformistischen Siedlung wieder aufzugreifen und voranzutreiben. 1910 versuchte Landauer zusammen mit dem Anarchosyndikalisten Fritz Köster in Groß Ottersleben die Landarbeiter für die anarchistische Bewegung zu gewinnen. Von 1909 bis 1915 gab er in Berlin die Zeitschrift Der Sozialist heraus, die zum Organ des 1908 von Gustav Landauer gegründeten Sozialistischen Bundes wurde. Zu den ersten Mitgliedern zählten Erich Mühsam, Margarethe Faas-Hardegger und Martin Buber. Als politische Organisation blieb der Bund bedeutungslos.
In dieser Zeit schrieb Landauer selbst 115 Artikel für die Zeitschrift zu Themen über Kunst, Literatur und Philosophie, aber auch zu Fragen der Tagespolitik. In dieser Zeitschrift veröffentlichte Landauer in größerem Umfang eigene Übersetzungen von Texten des französischen Philosophen und anarchistischen Theoretikers Proudhon. Eine Verschärfung der Zensur führte zur Einstellung der Zeitschrift. Ab 1914 bekämpfte Landauer von anarchistischen und pazifistischen Positionen aus den Ersten Weltkrieg.
1916 eröffnete Siegfried Lehmann in der heutigen Berliner Max-Beer-Straße 5 das Jüdische Volksheim. Landauer war Jude, gehörte zu den Förderern dieses Projekts, das praktische Sozialarbeit mit der Pflege jüdischer Traditionen verband, und hielt die Eröffnungsrede. Kurz danach veranlasste die zunehmende materielle Not während des Krieges Landauer und seine Familie, Berlin zu verlassen und sich in Krumbach, in der Nähe von Ulm, anzusiedeln. Hier starb Hedwig Lachmann am 21. Februar 1918 an einer Lungenentzündung. Ihr Tod erschütterte Landauer tief. Ende 1918 wurde er Dramaturg am Schauspielhaus Düsseldorf.
Unmittelbar nach dem Krieg und dem Beginn der Novemberrevolution lud Kurt Eisner Gustav Landauer in einem Brief vom 14. November 1918 zur Teilnahme an der Revolution in Bayern ein: „Was ich von Ihnen möchte, ist, daß Sie durch rednerische Betätigung an der Umbildung der Seelen mitarbeiten.“ Nach der Ermordung Eisners durch den republikfeindlichen und völkisch-rechtsextremen Studenten Anton Graf von Arco auf Valley am 21. Februar 1919 nahmen die Auseinandersetzungen um die Frage eines Rätesystems oder eines parlamentarischen Systems in der neuen bayerischen Republik zu. Als am 7. April 1919 die Münchner Räterepublik gegen die gewählte Regierung des Ministerpräsidenten Johannes Hoffmann (SPD) ausgerufen wurde, erhielt Landauer den Posten des Beauftragten für Volksaufklärung. Seine erste Amtshandlung bestand darin, die Prügelstrafe an bayerischen Schulen abzuschaffen.
Die Räteregierung wurde zunächst von unabhängigen Sozialisten und Pazifisten wie Ernst Toller und Silvio Gesell oder Anarchisten wie Erich Mühsam oder Landauer selbst dominiert. Drei Tage nach der Machtübernahme der Räteregierung durch Funktionäre der KPD um Eugen Leviné und Max Levien erklärte Landauer, enttäuscht von deren Politik, am 16. April 1919 seinen Rücktritt von all seinen politischen Funktionen und Ämtern in der Räterepublik.
Nach der gewaltsamen Niederschlagung der Münchner Räterepublik durch rechte Freikorpsverbände wurde Landauer am 1. Mai 1919 in dem Haus Eisners in Großhadern verhaftet und zunächst nach Starnberg zum Gruppenkommando West gebracht. Am 2. Mai wurde er von Angehörigen des Freikorps Weilheim gemeinsam mit drei verhafteten Starnberger Arbeiterräten zum Zuchthaus Stadelheim überstellt, wo sich unter anderem Mannschaften der Freikorps Epp, Lützow und Liftl aufhielten. Vor der Einlieferung in das Gefängnis erklärte ihm dort ein Offizier, er würde sofort erschossen. Stattdessen folgten Misshandlungen, unter anderem durch den Gutsbesitzer und Major a. D. Franz Freiherr von Gagern. Das Obduktionsprotokoll der exhumierten Leiche Landauers stellte als Todesursache Schüsse in die linke Augenhöhle, die Stirn rechts und in die linke Brust fest. Einer der drei an der Ermordung beteiligten Soldaten war Eugen Digele. Ihm wurde im März 1920 der Prozess gemacht; er kam mit einer geringen Strafe davon: fünf Wochen Gefängnis wegen gefährlicher Körperverletzung und Hehlerei – denn Digele hatte die Uhr des Getöteten an sich genommen. Auch von Gagern kam vor Gericht, das ihn im September 1919 zu einer Geldstrafe von 500 Mark wegen Misshandlung verurteilte.

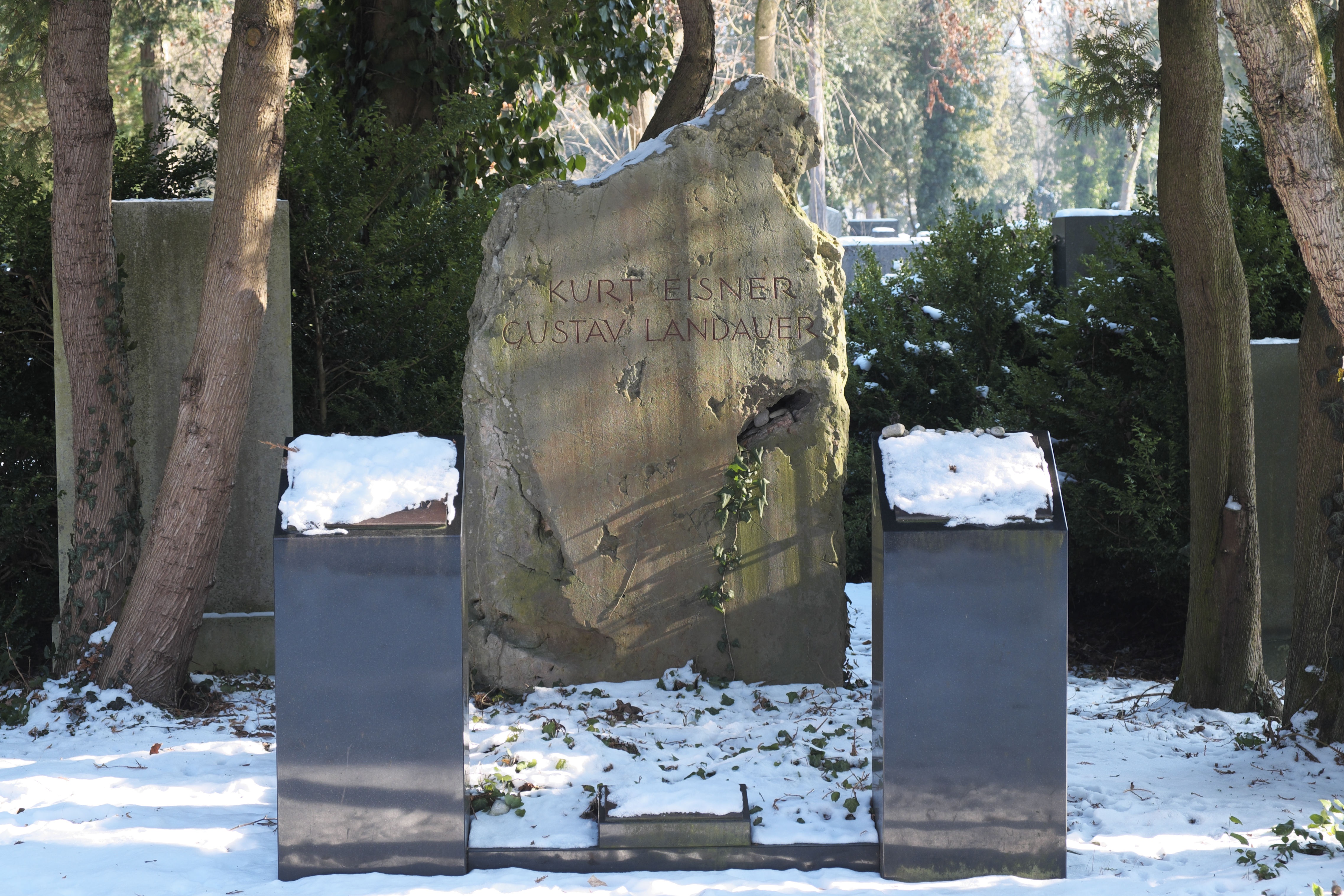
Grab auf dem Neuen Israelitischen Friedhof

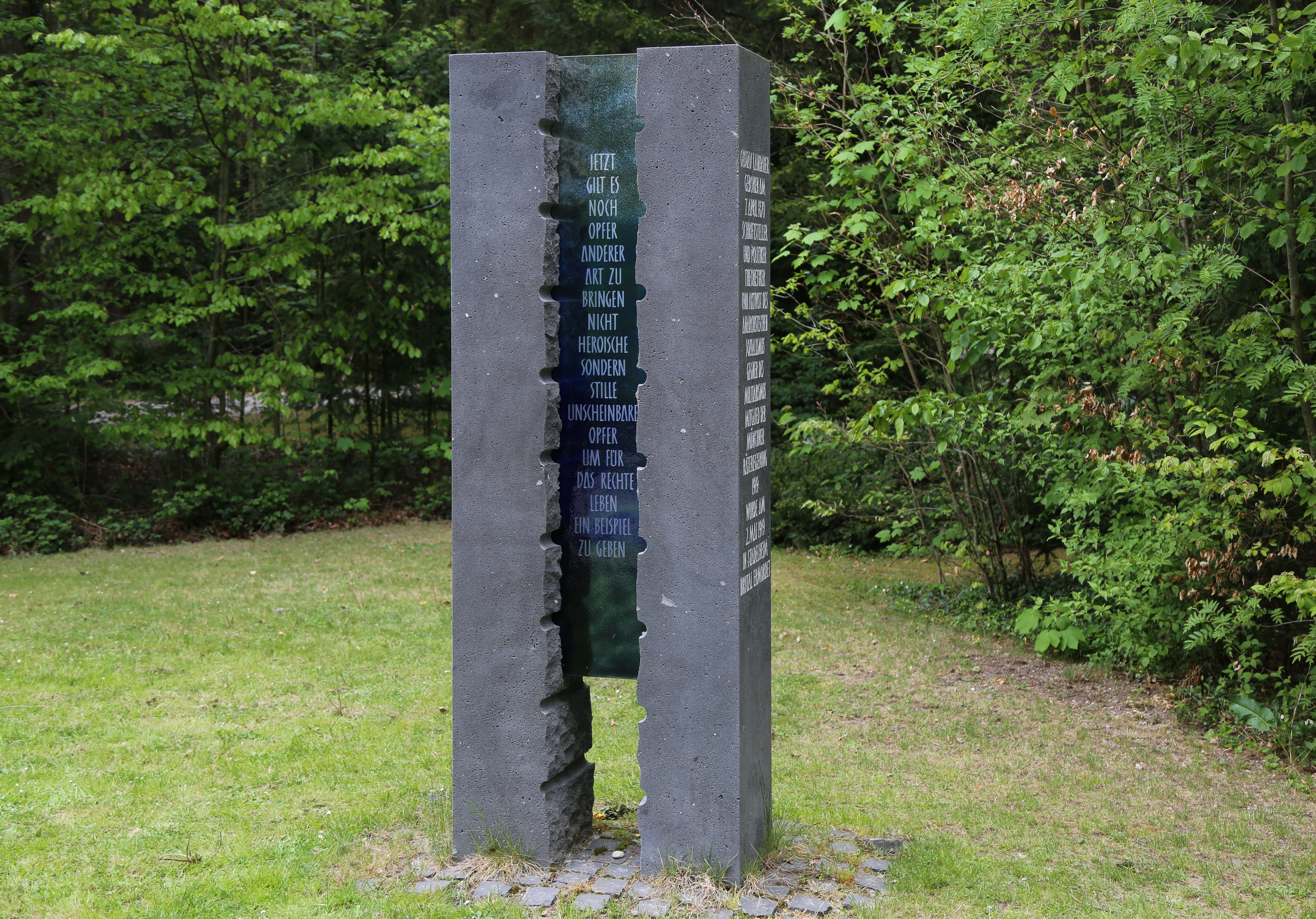
Stele von 2017 zur Erinnerung an Gustav Landauer auf dem Münchner Waldfriedhof am Ort des 1933 zerstörten Obelisken

Landauer wurde kremiert und fand bis 1923 seinen Ruheplatz in der Urnenhalle des Münchner Nordfriedhofs. Danach wurde die Urne zum Waldfriedhof in München überführt. Mitglieder der Freien Arbeiter-Union sammelten Spenden und setzten damit Landauer 1925 einen Obelisken als Grabdenkmal. Nach der nationalsozialistischen Machtergreifung 1933 beschloss das Münchner Stadtparlament die Zerstörung der Grabdenkmäler marxistischer Revolutionäre. Diesem Beschluss fiel auch das Gustav-Landauer-Denkmal zum Opfer. Der Obelisk wurde zerschlagen und die Urne exhumiert. Landauers sterbliche Überreste ließ man der jüdischen Gemeinde von München zusenden und ihr in zynischer Absicht darüber eine Rechnung ausstellen. Die Urne wurde in einem Gemeinschaftsgrab mit Kurt Eisner auf dem jüdischen Friedhof beigesetzt. Die heutige Grabstelle auf dem Neuen Israelitischen Friedhof wurde 1946 auf Betreiben der Landauer-Tochter Gudula eingerichtet. Bei dem Grabdenkmal handelt es sich um ein Fragment des von den Nationalsozialisten zerstörten Obelisken.
Gustav Landauer war der Großvater des US-amerikanischen Filmregisseurs Mike Nichols und laut dessen Erinnerung der beste Freund des Schriftstellers B. Traven.

### Ehrungen und Ausstellungen

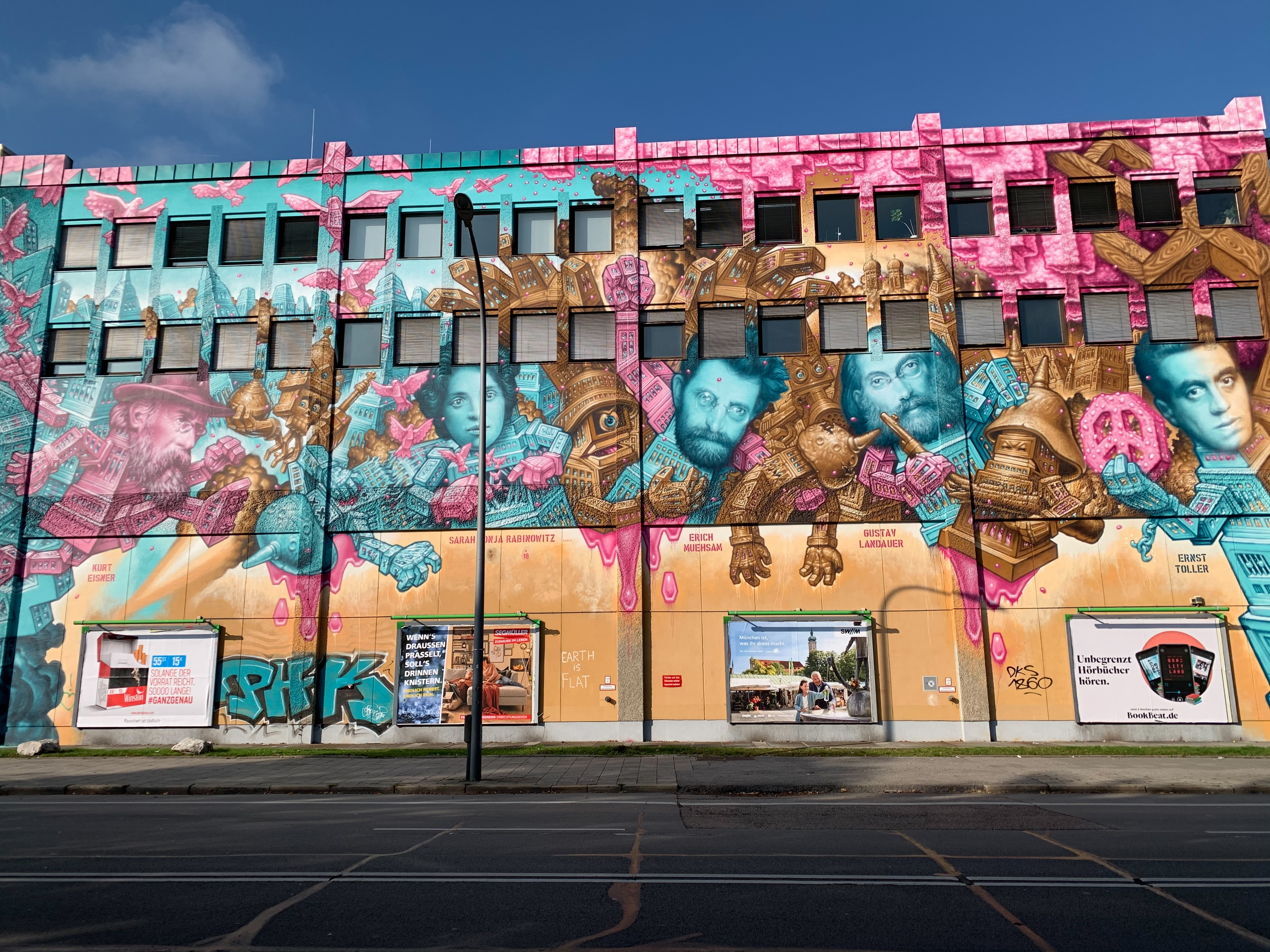
Mural von WON ABC in München

- Das Gustav-Landauer-Denkmal im Münchner Waldfriedhof von 1925 wurde 1933 zerstört und 2017 eine neue Stele am alten Ort errichtet. Zu Landauers 100. Todestag fand dort eine Gedenkveranstaltung statt.
- Eine Berliner Gedenktafel befindet sich am Haus Schloßstraße 17 in Berlin-Hermsdorf.

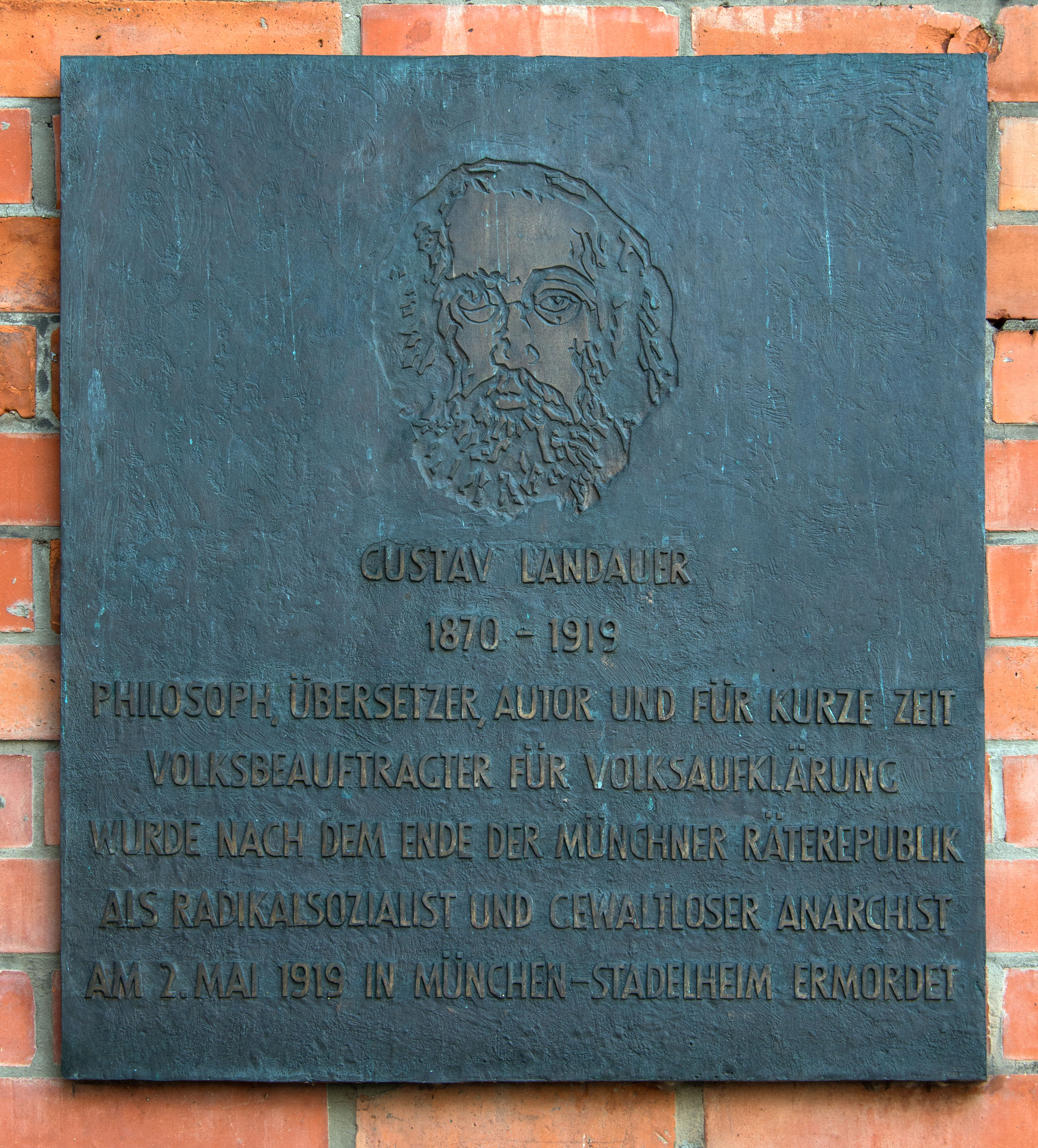
Gedenktafel in München Amalienstraße 36

- Gedenktafel in München Amalienstraße 36Eine Gedenktafel erinnert auch in der Münchner Amalienstraße an ihn.
- Mehrere Wege und Straßen, so in Bremen-Habenhausen und München, sind nach ihm benannt.
- 2019 gestaltete der Künstler WON ABC am Giesinger Berg ein 700 m² großes abstrakt buntes Mural mit den fotorealistischen Köpfen Gustav Landauers und vier weiterer Protagonisten der Räterepublik.[13]
- Im Rathaus Berlin-Kreuzberg gab es bis 9. Mai 2019 eine Ausstellung zu Landauer; vom 16. Mai bis 15. Juni 2019 war sie im Haus der Demokratie und Menschenrechte zu sehen.[14] Am 2. Mai 2019 gab es dort eine Gedenkveranstaltung zu seinem 100. Todestag. Anlässlich dieses Gedenktages veröffentlichte die Internationale der Kriegsdienstgegner die Landauer-Schrift „Die Abschaffung des Krieges ...“.[15]
- Im Rahmen des Festivals „Erinnern an die Zukunft“ war vom 9. bis zum 23. Mai 2019 in der VHS Wuppertal die Ausstellung „100 Jahre Mord an Gustav Landauer“ des Theatermuseums Düsseldorf zur Erinnerung an das Leben und Werk von Gustav Landauer zu sehen.[16]

## Metaphysik und Religion
Bei der Metaphysik bzw. der Religion muss man bei Landauer zwischen seiner Zeit bis 1900 und der Zeit danach unterscheiden. Bis 1900 vertrat Landauer in dem Aufsatz Christentum und Anarchismus (der 1895 in Der Sozialist erschienen ist) eine die Religion ablehnende Position. Vor allem die monotheistischen Religionen (Christentum, Judentum, Islam) lehnte Landauer mit der Begründung ab, dass er jede Offenbarung leugne. Dies zeigte auch ein Text des Jahres 1895 in der Artikelserie Zur Entwicklungsgeschichte des Individuums, in dem sich Landauer vor allem für Buddha ausspricht. Seine Hochachtung für Buddha begründet er damit, dass dieser Argumente für seine Behauptungen liefere, während alle anderen Religionsstifter dies nicht täten. Unter dem mystisch-symbolischen Gewand der Lehre von der Seelenwanderung glaubt er (Buddha), den tiefen „Kern der Wahrheit“ entdeckt zu haben und nun ohne dieses Gewand die Wahrheit formulieren zu können. Bis 1903 lehnte Landauer die religiösen Begrifflichkeiten (Gott, Unsterblichkeit, Jenseits, Offenbarung etc.) eindeutig ab. Dem stellt er die Forderung nach Rationalität und Aufklärung entgegen.
In der Schrift Skepsis und Mystik, die 1903 erschien, gibt es aber eine Wende im Denken Gustav Landauers hin zur Mystik. 1903 erscheint auch eine Übersetzung Landauers: Die mystischen Schriften des Meister Eckhart, die er ins Hochdeutsche übersetzte. Landauer steht zwar dem Gottesbegriff, den Meister Eckhart vertritt, immer noch skeptisch gegenüber, denn er spricht anstatt von Gott überwiegend von Welt, Welt-Ich oder Weltgeist. Das Göttlich-Eine von Meister Eckhart wird gedacht vom Wesen und der Wonne der Natur aus. Bei Eckhart ist die „essentia“ der Dinge transzendent. Es gibt bei Landauer daher durchaus Argumente, um von Pantheismus zu sprechen. Landauer schätzte neben Meister Eckhart und anderen Neuplatonikern vor allem Spinoza. Landauer hat Meister Eckhart häufig auch fälschlicherweise als Pantheisten bezeichnet. Bei Eckhart ist wohl der Begriff Panentheismus (Alle Dinge sind in Gott) angemessener. Landauers Sicht von der Religion in den Jahren seiner Mystik-Rezeption lässt sich folgendermaßen charakterisieren: Er sieht die konkrete Erscheinungsform des „kirchlichen Christentums“ nach wie vor als negativ. Zu den von Landauer abgelehnten Gestalten gehören auch „Pfaffen und Philosophieprofessoren“, aber auch Priester und Gründer philosophischer Systeme, die sich „schnell bei etwas Positivem beruhigten“. Mit Sympathie sieht Landauer jene, „die leidenschaftlich nach Ruhe begehrten, aber durch nichts beruhigt werden konnten: die Ketzer, Sektierer und Mystiker“. In Skepsis und Mystik nennt Landauer unter anderem Dionysius Areopagita, Johannes Scotus Eriugena, Meister Eckhart, Giovanni Pico della Mirandola, Jakob Böhme, Angelus Silesius und Alfred Mombert, mit dem er seit der gemeinsam auf dem Karlsruher Gymnasium verbrachten Schulzeit freundschaftlich verbunden war. Deren gemeinsames Merkmal sei, dass sie nicht Begriffe und Begriffssysteme intellektuell als richtig anerkennen und daher gegen bestehende Religionsgemeinschaften sind. Die Sinnenwelt ist diesen Denkern nur etwas Bildliches, und durch die Absonderung würden sie versuchen, ihr Ich mit der Welt zu vereinen. Seine Wertschätzung für die Mystik ermöglicht Landauer dann auch ein positives Anknüpfen an Christus. Er interpretiert Christus als „Symbol für die Gottwerdung des Menschen“. Gottwerdung bedeutet bei Landauer das Aufgehen des Ichs in die Welt, und genau das habe Christus gezeigt.
Landauer vollzog im Alter von 22 Jahren den Bruch mit der jüdischen Kultusgemeinschaft. Am Anfang des 20. Jahrhunderts bezieht sich Landauer – wie bereits erwähnt – eher auf die christlich-mystische Tradition als auf das Judentum. Etwa um 1907 wendet sich Landauer dann aber wieder bewusst zur jüdischen Tradition. Bei dieser Wende sind vor allem auch die religiösen Traditionen mit eingeschlossen. Als 1913 die jüdische Studentenvereinigung in Prag „Bar Kochba“ ein Buch Vom Judentum veröffentlichte, enthielt dieses einen bedeutenden Beitrag Landauers unter dem Titel: Sind dies Ketzergedanken? Darin bezeichnet er die Beschäftigung mit dem Judentum als Bereicherung, als Erhöhung und Stärkung der eigenen Existenz. Einen wichtigen Anstoß für die erneute Beschäftigung mit seiner „alten“ Religion erhielt Landauer von Martin Buber, der mit Landauer sehr gut befreundet war. Auch Buber beschäftigte sich zu Beginn des Jahrhunderts mit der christlichen Mystik. Neben der christlichen Mystik bezieht sich Landauer von dieser Zeit an auch immer wieder auf die „chassidische Mystik“. Nach Landauers Tod veröffentlichte Buber seine Artikel zu literarischen Themen unter dem Titel Der werdende Mensch (1921), seine Beiträge zur Erreichung des Sozialismus unter dem Titel Beginner (1924), und seine Briefe wurden von Buber als Gustav Landauer, sein Lebensgang in Briefen herausgegeben (1929).
Landauer beschäftigte sich während seines Tegeler Gefängnisaufenthaltes u. a. mit dem anarchos-Begriff in der Religions- und Philosophiegeschichte. Dort wird anarchos auch in der Bedeutung „ohne Anfang“ („ewig“) virulent. Diesen Gedanken verarbeitet er in der Schrift Skepsis und Mystik. Meister Eckhart bzw. der Neuplatonismus der christlichen und heidnischen Tradition (Plotin, Augustinus, Dionysius Areopagita, Scotus Eriugena, Bonaventura etc.) definiert die Ewigkeit nicht als ewig ausgedehnte Zeitspanne, sondern die Ewigkeit ist vielmehr in jedem Augenblick der Zeit gegenwärtig, sie umfasst die Zeit als Gesamtheit und transzendiert sie damit gleichzeitig. Ein „abgeschiedener“ Mensch, der sich von der Zeit freimachen kann, erfährt die Ewigkeit durch „eine mystische Schau“ (Plotin). Für Landauer ist die Ewigkeit gleichzeitig ein ewiger zeitlicher Verlauf, aber auch die Quelle des zeitlichen Entwicklungsstroms. Die Vorstellung von Vergangenheit und Zukunft sei eine „Raumverfälschung“, weil erst durch die Übertragung der Raumvorstellungen suggeriert würde, wir befänden uns an einem Punkt, von wo man rückwärts und vorwärts sieht. Die beiden Aussagen, dass die Ewigkeit einerseits ein ewiger zeitlicher Verlauf sei und andererseits die Quelle für die Zeit, scheinen sich zu widersprechen. Doch es ist Folgendes zu beachten: Zwar bleibt für Landauer die Ewigkeit an den Ablauf der Zeit gebunden, die ewige Erneuerung wird aber zur Konstante, wodurch dann in der „ewigen Gegenwart“ durchaus „zeitliche Qualitätsunterschiede“ erscheinen. Ebenso sprechen auch die Neuplatoniker (Meister Eckhart) von einem zeitlichen Verlauf, der von der Ewigkeit, die zugleich der Quellort der Zeit ist, umfasst wird. Die Ewigkeit kann daher durch die „mystische Schau“ (Plotin) in der Zeit erfahren werden. Der Schlüssel dazu ist sowohl für Meister Eckhart als auch für Gustav Landauer die sogenannte „Abgeschiedenheit“.

## Mystische Anthropologie
Unter mystischer Anthropologie ist zu verstehen, dass im Menschen ein göttlicher Funke oder der „unerschaffene Seelengrund“ (Meister Eckhart) vorhanden ist, der das eigentliche menschliche Wesen ausmacht und gleichzeitig mit Gott geeint ist. In der Bibel heißt es: „Der Mensch ist ein Ebenbild Gottes“. Für die Bestimmung, was das eigentliche Wesen des Menschen ist, beruft sich Landauer explizit auf Meister Eckhart. Deshalb ist nach Landauer unser „Individuelles“, das fest „auf sich selbst steht“ und sich tief „in sich selbst zurückzieht“, zugleich „unser Allgemeinstes“, nämlich das, was uns mit der gesamten all-einen Welt verbindet und in die Einheit mit dieser führt. Landauer meint in Skepsis und Mystik Folgendes:

„Je tiefer ich mich in mich selbst heimkehre, um so mehr werde ich der Welt teilhaftig.“

Das völlige Versinken im eigenen Ich bedeutet für Landauer das Teilhaben an der Welt. Im Neuplatonismus bzw. bei Meister Eckhart führt die „Einkehr in sich selbst“ letztlich zur Erkenntnis oder zur „Schau Gottes“. Ein weiterer Unterschied bei der mystischen Anthropologie, die sich bei Landauer und Meister Eckhart ergibt, ist das „Vererbungskonzept“, das Landauer propagiert. Das Individuum ist für Landauer das Ergebnis einer langen Kette von Vorfahren, die alle noch dadurch gegenwärtig sind, indem sie die „Herrschaft“ über das Individuum ausüben. So sei z. B. der aufrechte Gang sichtbarer Ausdruck der „Herrschaft“ der ersten Menschen über uns. Die Vererbung führte über unsere menschlichen und tierischen Vorfahren immer weiter bis hin zur anorganischen Welt. Dieser Gedanke wird in Skepsis und Mystik durch den bereits genannten mystischen Gedanken bekräftigt, der Mensch habe die ganze Welt in sich. Unsere gesamte Vorfahrenschaft ist damit in uns. Landauer verbindet dann auch noch die Begriffe Menschheit und menschliche Natur (die er darüber hinaus als göttlich definiert).
Die Welt wird natürlich gegenüber dem menschlichen Individuum hervorgehoben. Das menschliche Individuum ist wiederum der Gattung Mensch untergeordnet. Die Individualisierung des Menschen erfolgt aber aus dem „Willen der Welt“ und nicht dem Willen des Individuums oder der Gattung. 1895 vertrat Landauer noch die These, dass die Individuen aus dem „Willen der Art“ hervorgehen. Er erklärte zu dieser Zeit auch, dass ein aus der Masse als eigener, selbstständiger Herausgetretener umso größeren Einfluss auf die Menschheit ausüben könne. In Skepsis und Mystik hingegen schreibt er, die Welt habe die Individuen absondern müssen, damit sie in ihnen aufblitzen und erscheinen kann. Denn: „Die Welt will werden“. Bis 1900 war Landauer auch noch davon ausgegangen, dass sich das Individuum verwirklichen müsse, um dem Urbild des fortschreitenden Menschengeschlechtes gerecht zu werden. Ab 1900 kann das menschliche Wesen zu jeder Zeit „mit der Welt zusammenfallen“, das heißt, der Mensch kann sich zu allen Zeiten verwirklichen. Die Utopie wird also von der Zukunft in die mystisch erfahrbare „ewige Gegenwart“ verlegt. Der Sozialismus (Anarchismus) hängt daher in weiterer Folge nicht mehr von einer bestimmten Entwicklungsstufe der Menschheit ab.

Für Landauer ist die Absonderung notwendig, um zur Gattung Mensch durchzustoßen und in weiterer Folge dann zur „Gemeinschaft mit der Welt“. Landauer meint in Skepsis und Mystik:

„Je fester ein Individuum auf sich selbst steht, je tiefer es sich in sich selbst zurückzieht, je mehr es sich von den Einwirkungen der Mitwelt absondert, um so mehr findet es sich als zusammenfallend mit der Welt der Vergangenheit, mit dem, was es von Hause aus ist.“

 Mit „von Hause aus“ meint Landauer die menschliche Gemeinschaft, die mächtiger, edler und wesentlich älter ist als die dünnen Einflüsse von Staat und Gesellschaft her.
Die Absonderung der Individuen hat natürlich nicht nur Konsequenzen für diese selbst, sondern sie führt auch die „abgesonderten Individuen“ durch die „Absonderung“ wieder in die Einheit mit der Welt zurück.

## Politische Philosophie: Ethischer Anarchismus
Aus den oben dargestellten philosophischen Quellen und Werken entwickelte Landauer einen Anarchismus, der nicht individualistisch war. Landauer vertrat schon in den 1890er Jahren den Anarchismus. Er war zu dieser Zeit vor allem vom individualistischen Ansatz Max Stirners begeistert. Landauer wollte aber nicht bei dem extrem individualistischen Ansatz Stirners stehen bleiben, sondern zu einer neuen Allgemeinheit, Einheit und Gemeinschaft kommen. Sein „sozialer Anarchismus“ stellte eine Vereinigung der Individuen auf freiwilliger Basis dar und zwar in kleinen sozialistischen Gemeinden, die sich dann frei assoziierend zusammenfügten. Ziel war für Landauer immer „die Emanzipation von staatlicher, kirchlicher oder sonstiger gesellschaftlicher Bevormundung und die Suche nach einer Möglichkeit zur Entfaltung des Einzelnen in dem seiner Meinung nach allein sinngebenden Zusammenhang der Gemeinschaft“. Der Ausdruck Anarchismus kommt vom griechischen „arche“. Arche bedeutet Anfang, Ursprung, Grund, Materie, Prinzip und Herrschaft. An-archie ist die Anfangslosigkeit, die Grundlosigkeit (bei Jean-Luc Marion, Giorgio Agamben, Ernesto Laclau und Chantal Mouffe, der Ungrund bei Jakob Böhme), die Bodenlosigkeit (bei Humberto Maturana und Francisco Varela), die Ursprungslosigkeit (bei Emmanuel Levinas), die Materielosigkeit (Meister Eckhart), die Prinzipienlosigkeit (Multatuli) und die Herrschaftslosigkeit. Sie steht der arche, die sich im Staat (status = Zustand) manifestiert, konträr gegenüber. Die Ablehnung des Staates ist allen anarchistischen Positionen gemeinsam. Manche lehnen auch bürgerliche Institutionen und Moralvorstellungen komplett ab (Kirche, Ehe, Familie). Wobei dieses „Ablehnen“ bereits immer auf freiwilliger Basis basieren muss, denn Anarchie ist eben frei von allen Zwängen. Landauer wandte sich auch gegen die Marxisten und Sozialdemokraten, denen er vorwarf, dass sie nur einen neuen „Zwangsstaat“ errichten wollten. Für Landauer war der Anarchismus eine vornehmlich geistige Bewegung fast religiösen Charakters. Auch die Ehe lehnte Landauer im Gegensatz zu anderen Anarchisten nicht ab, sondern die Ehe war ein Grundpfeiler der Gemeinschaft im System Landauers. Der „wahre Anarchismus“ ergebe sich aus der „inneren Abgeschiedenheit“ der Individuen.
Hier nochmals die wichtigsten Punkte des Landauer’schen Anarchismus kurz zusammengefasst:
1. Anarchismus ist Abwesenheit von Zwang (Herrschaft, Hierarchie und Zwangsinstitutionen).
2. Anarchismus wird selbstverständlich nicht als Terrorismus missverstanden. Das heißt, es geht darum, den Anarchismus gewaltfrei zu erreichen.
3. Anarchismus kann nicht bloß egoistischer Individualismus sein; genau davon gelte es sich zu befreien. Es geht um die Entwicklung eines eigenständigen und selbstständigen Individuums, das sich freiwillig in solidarischen Gemeinschaften zusammenschließt. Voraussetzung für die Eigenständigkeit bzw. Selbstständigkeit ist wiederum die „Absonderung“, die zu einer „Einheit mit der Welt“ führt. Eine Wesensverwandlung des Menschen war laut Landauer notwendig oder wenigstens eine Umkrempelung des ganzen Menschen, so dass endlich die innere Überzeugung etwas Gelebtes wird, das dann auch in Erscheinung tritt. Es ging also um einen „Anarchismus der Tat“ und nicht bloß um einen „theoretischen Anarchismus“.

## Geld- und Wirtschaftsphilosophie

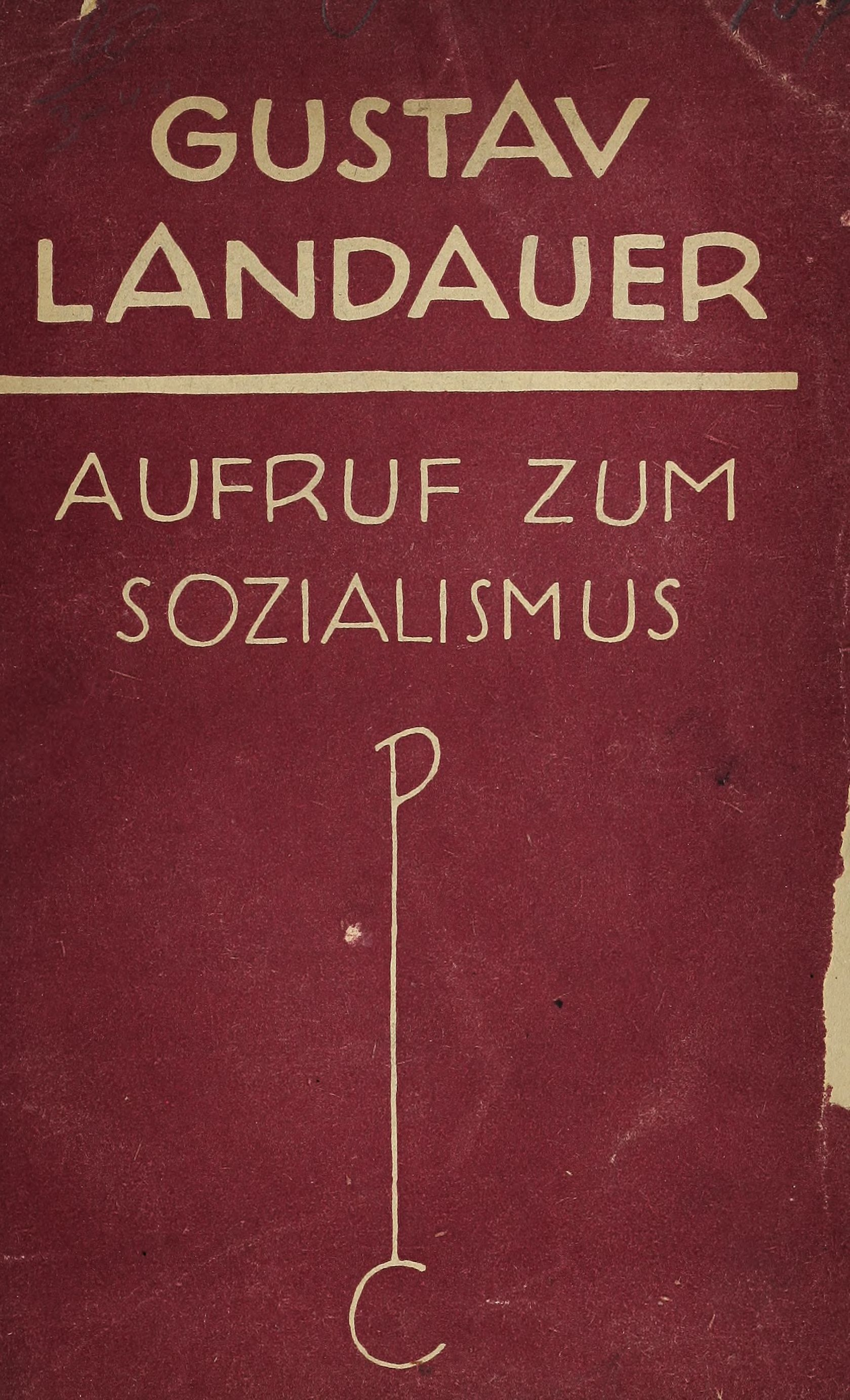
Ausgabe von Aufruf zum Sozialismus von 1919

In Aufruf zum Sozialismus nennt Landauer drei Punkte für die wirtschaftliche „Sklaverei“ des modernen Kapitalismus. Das erste Problem, auf das er hinweist, ist das Eigentum an Boden. Aus ihm entspringt laut Landauer „die bittende und abhängige Haltung der Besitzlosen“. Derjenige, der Grund und Boden besitzt, kann dem „Besitzlosen“ den Boden vorenthalten. Der Besitzlose braucht aber den Boden für Zwecke des direkten oder indirekten Verbrauchs, und es entsteht daher eine Abhängigkeit. Aus dem Bodeneigentum und seinem Korrelat, der Bodenlosigkeit, entstehen nach Landauer die Sklaverei, die Hörigkeit, der Tribut, die Pacht, der Zins und das Proletariat.
Die Lösung dieses Problems bestehe ganz einfach in der Auflösung des Eigentums an Grund und Boden. Dazu meint Landauer in Aufruf zum Sozialismus (S. 170 der angegebenen Auflage):

„Auch die Aufhebung des Eigentums wird im wesentlichen eine Umwandlung unseres Geistes sein; aus dieser Wiedergeburt heraus wird eine mächtige Neuverteilung des Besitzes hervorgehen; und in Verbindung mit dieser Neuaufteilung wird der Wille stehen, das Land in künftigen Zeiten, in bestimmten oder unbestimmten Abständen wieder und wieder neu zur Verteilung zu bringen.“

Die Gerechtigkeit hänge natürlich von einer inneren geistigen Einstellung des Menschen ab. Für die gerechte Verteilung von Grund und Boden braucht Landauer auch keinen Rechtssanktionismus, denn der Geist der Menschen erkenne „freiwillig“, was eine gerechte Verteilung des Bodens ist.
Das zweite Übel, das Landauer hervorhebt, ist die Überlegenheit des Geldes als Tauschmittel gegenüber den Waren. Waren verlieren nach einer bestimmten zeitlichen Dauer ihren Wert durch Gebrauch. Das Geld hat die verhängnisvolle Ausnahmestellung, dass es nur in den Tausch eingeht, nicht aber in den Verbrauch. In einer anzustrebenden gerechten Tauschwirtschaft könne das Geld nicht wie das herkömmliche Geld einen „absoluten Wert“ besitzen. Auch den Zins sieht Landauer generell als schädlich an, weil dieser ständiges wirtschaftliches Wachstum kreiere. Das Hauptübel des derzeitigen Geldes sei aber seine Unverbrauchbarkeit im Gegensatz zur Ware. In der freien Tauschwirtschaft, die Landauer vorschwebt, muss das Geld gegenüber allen anderen Waren insofern gleich werden, als es den Doppelcharakter des Tausches und des Verbrauches trägt. Landauer bezieht sich vor allem auf die Vorschläge des Ökonomen Silvio Gesell. Landauer hält Silvio Gesell für einen der ganz wenigen, die von Pierre-Joseph Proudhon gelernt haben, und schreibt in Aufruf zum Sozialismus über ihn:

„Sehr wertvoll sind darum die Vorschläge, die Silvio Gesell gemacht hat, um ein Geld zu finden, das nicht, wie heute, mit den Jahren an Wert gewinnt, sondern umgekehrt von Anfang an progressiv an Wert verliert, so dass der, der durch Hingabe eines Produktes in den Besitz des Tauschmittels gelangt ist, kein angelegentlicheres Interesse haben wird, als es so schnell wie möglich wieder gegen ein Produkt einzutauschen und so immer weiter.“

Es gibt damit bei der Produktion und beim Erlangen des Tauschmittels kein anderes Interesse mehr als den Konsum. Dieser Gedanke kommt von Proudhon, der lehrte, wie der schnelle Umlauf von Geld Heiterkeit und Lebendigkeit ins private Leben bringe, während die Stockung auf dem Markte und die Verstocktheit des beharrenden Geldes auch das private Leben ins Stocken bringe.
Der Vorschlag, den Silvio Gesell zur Geldreform machte, sah folgendermaßen aus: Anstatt des bisherigen Geldes soll das sogenannte „Freigeld“ eingeführt werden. Geld wird in Zetteln ausgegeben und parallel dazu werden Kleingeldzettel herausgegeben, die ähnlich wie Briefmarken abzureißen sind. Dieser Kleingeldzettel dient zur Entwertung des Geldes, weil das Geld pro Woche um ein Tausendstel weniger wert wird. Der Besitzer eines Zettels muss jede Woche eine Marke aufkleben, die bestätigt, dass der Geldschein um ein Tausendstel weniger wert ist. Damit wird der Inhaber des Zettels (des Geldes) dazu veranlasst, sein Geld schneller auszugeben. Das Münzgeld soll abgeschafft werden und an die Stelle der Reichsbank tritt ein Reichswährungsamt, das für den Geldverkehr sowie für den Zuschuss und die Regulierung der Geldmenge zuständig ist. Das Reichswährungsamt zieht auch am Ende des Jahres alle Geldscheine (Zettel) aus dem Verkehr und führt neue ein. Dieses Konzept von Silvio Gesell wurde von Gustav Landauer voll unterstützt. Landauer führte mit Gesell und anderen Anhängern der von Gesell begründeten Natürlichen Wirtschaftsordnung (zum Beispiel Paulus Klüpfel) einen umfangreichen Briefwechsel.
Der dritte Angelpunkt der „Sklaverei“, den Landauer nennt, ist der Mehrwert. Wert bedeutet zunächst, eine Forderung gegenüber jemandem zu haben. Hier ist also der wirtschaftliche Wert und nicht ein ethischer Wert gemeint. In dem Wort Wert ist laut Landauer die Forderung enthalten, dass der Preis dem jeweiligen materiellen Wert gleich sein soll. Der jeweilige Preis sei aber in der Regel viel höher als die Summe der Löhne, die für das Produkt aufgewendet werden musste, weil der Mensch jeden Vorteil ausnutzen will, nicht bloß den des Eigentums, sondern auch den der Seltenheit eines begehrten Produkts oder die Unkenntnis des Konsumenten. So könne die Arbeit mit ihrem Lohn auf jeden Fall nicht alles kaufen, was sie hergestellt hat, so dass ein erheblicher Teil für die Kaufkraft des Profits übrigbleibe.
Landauer kritisiert den Marxismus in Aufruf zum Sozialismus folgendermaßen:

„Hier geht es darum, darauf hinzuweisen, dass die einseitige Betonung der Lohnfrage von seiten der Arbeiter und ihrer Gewerkschaften im Zusammenhang steht mit der falschen Auffassung des Mehrwerts von seiten der Marxisten. Wir haben früher gesehen, wie Lohn und Preis sich gegenseitig bedingen; wir haben jetzt darauf verwiesen, dass die Auffassung ganz verkehrt ist, nach der der sogenannte Mehrwert eine absolute Größe wäre, die beim Unternehmertum entstünde und von da in die andern Kapitalistenkategorien abflösse.“

Die Wahrheit besteht für Landauer darin, dass all und jeglicher Profit der Arbeit entzogen wird. Es gebe an und für sich keine Produktivität des Eigentums und keine Produktivität des Kapitals, sondern nur eine Produktivität der Arbeit.
Die Marxisten unterliegen gemäß Landauer einem ganz grundlegenden Irrtum, nämlich dass das Sein das Bewusstsein bestimme, und nicht umgekehrt.

## Zitate
„Es gilt jetzt, noch Opfer anderer Art zu bringen, nicht heroische, sondern stille, unscheinbare Opfer, um für das rechte Leben Beispiel zu geben.“

„Die Anarchie ist der Ausdruck für die Befreiung des Menschen vom Staatsgötzen, vom Kirchengötzen, vom Kapitalgötzen; Sozialismus ist der Ausdruck für die wahre echte Verbindung zwischen den Menschen, die echt ist, weil sie aus dem individuellen Geist erwächst, weil sie als das ewig Gleiche und Eine im Geist des einzelnen, als lebendige Idee blüht, weil sie zwischen den Menschen als freier Bund ersteht.“

„Es kommt keine Freiheit, wenn man sich nicht die Freiheit und die eigene Facon selber herausnimmt, es kommt nur die Anarchie der Zukunft, wenn die Menschen der Gegenwart Anarchisten sind, nicht nur Anhänger des Anarchismus. Das ist ein großer Unterschied, ob ich Anhänger des Anarchismus oder ob ich ein Anarchist bin. Der Anhänger eines Lehrgebäudes kann im übrigen ein Philister und Spießbürger sein; eine Wesenswandlung ist notwendig oder wenigstens eine Umkrempelung des ganzen Menschen, so daß endlich die innere Überzeugung etwas Gelebtes wird, das in Erscheinung tritt.“

„Die Welt ist ohne Sprache. ‚Sprachlos würde auch, wer sie verstünde.‘“

„In der ganzen Naturgeschichte kenne ich kein ekelhafteres Lebewesen als die Sozialdemokratische Partei.“

## Zitate Dritter
„Landauer … scheint der wieder lebendig, um kein Atom klüger, um einige Atome radikaler gewordene Eisner. Idealist wie er, Dichter wie er, Bohémien wie er, allen politischen Notwendigkeiten und Selbstverständlichkeiten meilenfern wie er (nur noch einige Meilen ferner), mit Fingern, die von Blut und Gier rein sind, wie Eisners Finger, und sicherlich bald wie Eisner zu Gewalttaten gedrängt oder von Gewalttaten beiseite geschoben“

## Schriften
Als Autor
- 1893: Der Todesprediger. Roman. 126 S., Marcan-Block-Verlag, Köln 1923, DNB 574544828. Hofenberg, Berlin 2017, ISBN 978-3-7437-1483-0[20]; (Digitalisat)
- 1895: Aus meinem Gefängniss Tagebuch. In: Der sozialistische Akademiker. 1. Jg. 1. Juli 1895, Heft 13, S. 237–240. FES; 1. Jg. 15. Juli 1895, Heft 14, S. 258–261. FES; 1. Jg. 1. August 1895, Heft 15, S. 277–280. FES; 1. Jg. 1. September 1895, Heft 17, S. 319–321. FES; 1. Jg. 15. September 1895, Heft 18, S. 341–344. FES
- 1901: Anarchistische Gedanken über Anarchismus. Aufsatz.[21]
- 1903: Macht und Mächte. Novellen. 152 S., Marcan-Block-Verlag, Köln am Rhein 1923, DNB 574544771.
- 1903: Skepsis und Mystik
- 1907: Die Revolution. Essay. Literarische Anstalt Rütten und Loening, Frankfurt/M. 1907. Münster 2003, ISBN 3-89771-906-1.
- 1911: Die Abschaffung des Krieges durch die Selbstbestimmung des Volkes. Fragen an die deutschen Arbeiter.[22]
- 1911: Aufruf zum Sozialismus. Essay. 155 S., Verlag Cassirer, Berlin 1919, DNB 574544720. Textkritische Ausgabe, Verlag Edition AV, Lich 2015.[23]

Als Übersetzer
- 1900: Octave Mirbeau: Schlechte Hirten.
- 1903: Meister Eckharts mystische Schriften.
- 1904: Oscar Wilde: Der Sozialismus und die Seele des Menschen.
- 1904: Pjotr Alexejewitsch Kropotkin: Landwirtschaft, Industrie und Handwerk.
- 1904: Pjotr Alexejewitsch Kropotkin: Gegenseitige Hilfe in der Entwicklung.
- 1907: Oscar Wilde: Das Bildnis des Dorian Gray
- 1910: Étienne de La Boétie: Von der freiwilligen Knechtschaft.
- 1915: Rabindranath Tagore: Das Postamt. Der König in der dunklen Kammer.
- 1917: William Shakespeare: Hamlet.
- 1919: Briefe aus der Französischen Revolution, Neuausgabe Berlin 1999
- 1919: Walt Whitman: Der Wundarzt. Briefe, Aufzeichnungen und Gedichte aus dem amerikanischen Sezessionskrieg.

Zeitschrift Der Sozialist
- Gustav Landauer (Hrsg.): Der Sozialist. Organ des Sozialistischen Bundes. Jg. 1–7 (1909–1915). Topos, Vaduz 1980.
- Ruth Link-Salinger (Hrsg.): Gustav Landauer im „Sozialist“. Aufsätze über Kultur, Politik und Utopie (1892–1899). Suhrkamp, 1986 (edition suhrkamp. Neue Folge, Bd. 113).

Sammelwerke, Briefe
- Gustav Landauer. Sein Lebensgang in Briefen. Hrsg. von Martin Buber unter Mitwirkung von Ina Britschgi-Schimmer, Rütten & Loening, Frankfurt 1929.
- Der werdende Mensch. Aufsätze über das Leben und Schrifttum. Im letztwilligen Auftrag des Verfassers hrsg. von Martin Buber. Kiepenheuer, Potsdam 1921. Neuausgabe 1980: Der werdende Mensch. Aufsätze zur Literatur. Mit einem Essay von Arnold Zweig, Kiepenheuer, Leipzig 1980. Enthält: Gerhard Hendel: Versuch einer biographischen Skizze. Gustav Kiepenheuer Bücherei.
- Erkenntnis und Befreiung. Ausgewählte Reden und Aufsätze. Hrsg. von Ruth Link-Salinger, edition suhrkamp, Frankfurt/M. 1976, ISBN 3-518-00818-8
- Auch die Vergangenheit ist Zukunft. Essays zum Anarchismus. Hrsg. von Siegbert Wolf, Luchterhand Frankfurt am Main 1989, ISBN 3-630-61843-X.
- Die Botschaft der Titanic. Ausgewählte Essays. Hrsg. von Walter Fähnders und Hansgeorg Schmidt-Bergmann, Kontext-Verlag, Berlin 1994, ISBN 3-86161-022-1.
- Briefe und Tagebücher 1884–1900. 2 Bände (Band 1: Briefe und Tagebücher. Band 2: Kommentar), herausgegeben und kommentiert von Christoph Knüppel, Vandenhoeck & Ruprecht, Göttingen 2017, ISBN 978-3-8471-0798-9.

Werkausgabe
- Siegbert Wolf (Hrsg.): Ausgewählte Schriften.[24]
- Band 1: Internationalismus. Edition AV, Lich 2008, ISBN 978-3-936049-96-1.
- Band 2: Anarchismus. Edition AV, Lich 2009, ISBN 978-3-86841-012-9.
- Band 3.1: Antipolitik. Edition AV, Lich 2010, ISBN 978-3-86841-031-0.
- Band 3.2.: Antipolitik. Edition AV, Lich 2010, ISBN 978-3-86841-036-5.
- Band 4: Nation, Krieg und Revolution. Edition AV, Lich 2011, ISBN 978-3-86841-046-4.
- Band 5: Philosophie und Judentum. Edition AV, Lich 2012, ISBN 978-3-86841-068-6.
- Band 6.1: Literatur. Edition AV, Lich 2013, ISBN 978-3-86841-090-7.
- Band 6.2: Literatur. Edition AV, Lich 2013, ISBN 978-3-86841-091-4.
- Band 7: Skepsis und Mystik. Versuche im Anschluss an Mauthners Sprachkritik. Edition AV, Lich 2011, ISBN 978-3-86841-059-4.
- Band 8: Wortartist. Roman, Novelle, Drama, Satire, Gedicht, Übersetzung. Edition AV, Lich 2014, ISBN 978-3-86841-101-0.
- Band 9: Birgit Seemann: „Mit den Besiegten“. Hedwig Lachmann (1865–1918). Deutsch-jüdische Schriftstellerin und Antimilitaristin. 1. Aufl., überarb. und aktualisierte Neuaufl. Lich 2012, ISBN 978-3-86841-073-0.
- Band 10: Tilman Leder: Die Politik eines „Antipolitikers“. Eine politische Biographie Gustav Landauers. Lich 2014, ISBN 978-3-86841-098-3.
- Band 11: Aufruf zum Sozialismus. Ein Vortrag. Lich 2015, ISBN 978-3-86841-133-1.
- Band 12: Friedrich Hölderlin in seinen Gedichten. Lich 2016, ISBN 978-3-86841-152-2.
- Band 13: Die Revolution. Textkritische Ausgabe der Erstauflage. Lich 2017, ISBN 978-3-86841-168-3.
- Band 14: Ein Weg zur Befreiung der Arbeiter-Klasse. Lich 2018, ISBN 978-3-86841-194-2.
- Band 15: Meister Eckharts Mystische Schriften. Neuausgabe der Erstauflage von 1903. Bodenburg/Bad Salzdetfurth 2019, ISBN 978-3-86841-209-3.